# Ragnar Lassinantti
Isak Ragnvald (Ragnar) Lassinantti, född 20 september 1915 i Övertorneå församling i Norrbottens län, död 21 mars 1985 i Luleå domkyrkoförsamling i Norrbottens län, var en svensk polisman, ämbetsman och socialdemokratisk politiker. Han var ledamot av Andra kammaren i riksdagen 1957–1966 och landshövding i Norrbottens län samt civilbefälhavare för Övre Norrlands civilområde 1966–1982.

## Biografi

### Volontär och poliskonstapel
Ragnar Lassinantti var studiebegåvad och trivdes i skolan. Efter sexårig folkskola blev han vid tolv års ålder hästkarl. Han arbetade i sitt första skogsarbetarlag 1927 i Tärendö. Hans studielust var dock stor och enda möjligheten till fortsatt utbildning var volontärskolan, eftersom den var kostnadsfri. Efter att ha klarat inträdesproven påbörjade han utbildningen vid Bodens artilleriregemente i november 1932. Vid volontärskolans slut hade han genomgått furirskolan med höga betyg, främst bland de 40 eleverna.[källa behövs] Efter volontärskolan gick han polisskolan i Stockholm 1937 och blev samma år poliskonstapel i Stockholm, varefter han blev poliskonstapel i Luleå 1938. Han genomgick polisskolans överkonstapelklass 1944–1945 och kommissarieklassen 1954. Han blev överkonstapel 1951 och var kriminalkommissarie 1962–1966.
Lassinantti var underofficer i Bodens artilleriregementes reserv och befordrades 1951 till styckjunkare. Som sådan tjänstgjorde han tidvis i Försvarsstabens Inrikesavdelning, det vill säga säkerhetstjänsten.[källa behövs]

### Politiker
År 1939 blev Lassinantti medlem i Sveriges socialdemokratiska arbetareparti.[källa behövs] Han var ledamot av kommunfullmäktige i Övertorneå landskommun 1943–1945, ordförande i styrelsen för Norrbottens distrikt i partiet 1949–1967, ledamot av stadsfullmäktige i Luleå stad 1951–1957 och ledamot av partistyrelsen 1952–1969. Åren 1957–1966 var han ledamot av Andra kammaren i riksdagen för Norrbottens läns valkrets. Han var ledamot av Nordiska rådet 1963–1966.
Som riksdagsledamot blev Lassinantti ofta hårt kritiserad. Han verkade för en större acceptans för finska språket i Sverige. Det språkpolitiska tal han höll i riksdagen 1957 väckte stor uppmärksamhet och debatt. Han var gränsöverskridande i både tanke och handling. Han verkade för ett nära samarbete mellan de nordiska länderna och anordnade bland annat språkkurser i finska för svenskar, och i svenska för finländare och islänningar.[källa behövs]
Som politiker och även senare som landshövding verkade han också för folkbildning, åtgärder mot arbetslösheten i Norrbotten och polisväsendets organisation.

### Landshövding
Lassinantti var landshövding i Norrbottens län 1966–1982. Som landshövding uppnådde han flera viktiga saker: inrättandet av Högskolan i Luleå, etablerandet av Norrlands dragonregemente i Arvidsjaur samt anläggandet av Norgevägen, Graddisvägen och AMU-centret i Övertorneå. Samerna hade tidigare varit kritiska mot dessa åtgärder som berörde deras revir, men han lyckades nå samförstånd med dem.
År 1967 blev Lassinantti anmäld till justitiekanslern för att naken ha badat bastu i ett norskt teveprogram. Samma händelse resulterade i att han utnämndes till hedersbastubadare i Finland.[källa behövs]
I ett samtal med Ragnar Lassinantti 1970 delgav dåvarande chefen för Säkerhetspolisen P.G. Vinge misstankar om att statsminister Olof Palme var rysk agent. Lassinantti vidarebefordrade kommentaren till regeringskansliet, och efter kontroverserna som följde valde Vinge att avgå.[källa behövs]

### Skribent och talare
Lassinanttis modersmål var tornedalsfinska och han var hela sitt liv tvåspråkig. Han var 1957–1966 redaktör för radioprogrammet Pohjoiskalotti (Nordkalotten), ett entimmesprogram på finska en gång i veckan. Under sina intervjuresor hade han ofta med sig sin far Einar. I slutet av 1950-talet blev han en populär gäst i TV-program. År 1982 var han "sommarvärd" i radioprogrammet Sommar i P1.[källa behövs]
Han var också en skicklig talare som gärna höll många och långa tal. Ett av hans mest kända tal är "Rukous Ounasvaaralla" ("Bön på Ounasvaara"), det tal han höll vid invigningen av Lappia-huset i Rovaniemi 1976. Talet innehöll referenser till bland andra Dante, Shakespeare och Bjørnstjerne Bjørnson.[källa behövs]
Lassinantti var en flitig skribent i Norrländska Socialdemokraten. Urval av hans många artiklar, tal och radioprogram har utgivits i fyra böcker: tre på svenska och en på finska (S'oon valehtelematon tosi).[källa behövs]
Lassinantti var genom hela livet mycket intresserad av böcker och läsning. Eftersom biblioteken i Sverige inte tilläts förmedla finskspråkiga böcker förrän 1957 fick han som barn skida över älven till biblioteket i Finland för att låna böcker till sin mor Aili som också var en flitig läsare. Lassinantti lämnade efter sig en omfattande boksamling som nu till stor del finns i universitetsbiblioteket vid Luleå tekniska universitet.[källa behövs]

### Ledamotskap och hedersbetygelser
Lassinantti invaldes som ledamot av Kungliga Krigsvetenskapsakademien 1974. Han utsågs till hedersledamot av Norrlands nation vid Uppsala universitet 1967,[källa behövs] till hedersledamot av Nordösterbottniska nationen vid Helsingfors universitet, till hedersdoktor vid Uleåborgs universitet 1975, till filosofie hedersdoktor vid Umeå universitet 1975 och till teknologie hedersdoktor vid Högskolan i Luleå 1981. Han erhöll Illis Quorum av tolfte storleken 1982.

### Ryktbarhet
I en nekrolog omtalas att Lassinantti brukade säga: "Jag är socialdemokrat, men först och sist tornedaling." Vidare berättas: "För norrbottningarna var det närmast självklart att Lassinantti skulle bli deras landshövding, då det begav sig. De kände honom, inte bara som en framstående lokalpatriot utan också som en kraftfull administratör med stora kulturella intressen. Hans artiklar i Norrländska Socialdemokraten och andra publikationer, som blev till böcker, är pärlor av kringsynthet och kunskap. Lassinanttis starka personlighet och gärning, vill man gärna tro, kommer att bli en levande tradition i hans hemtrakter. Bankett-talare, som håller på länge, tröttar och tråkar. Då landshövdingen tog till orda, önskade man däremot att han inte skulle sluta. Det har förunnats få personer i offentlig ställning att mötas av så mycken uppskattning och värme som Ragnar Lassinantti."
År 2005 hedrades Lassinantti, vid 90-årsminnet av sin födelse, genom minnesceremoni, möten och seminarier.
I Arto Paasilinnas roman Kollektivt självmord vinner Lassinantti en brottningsmatch mot en av bokens fiktiva personer.

### Familj
Ragnar Lassinantti var den äldste av tolv barn till skogsarbetaren Einar Lassinantti och Aili Havela. Han gifte sig 1938 med småskollärarinnan Frida Haapaniemi (1915–1981). De fick tre barn: Birgit (född 1939), Anna-Greta (född 1942) och Gunnar (född 1947). Ragnar Lassinantti är begravd vid Svansteins kyrka.[källa behövs] Ragnar Lassinantti var bror till riksdagsledamoten Frida Berglund samt farfarsbror till ishockeymålvakten Joel Lassinantti.[källa behövs]